# Exponencial integral
|  | No s'ha de confondre amb Integració o Funció exponencial. |

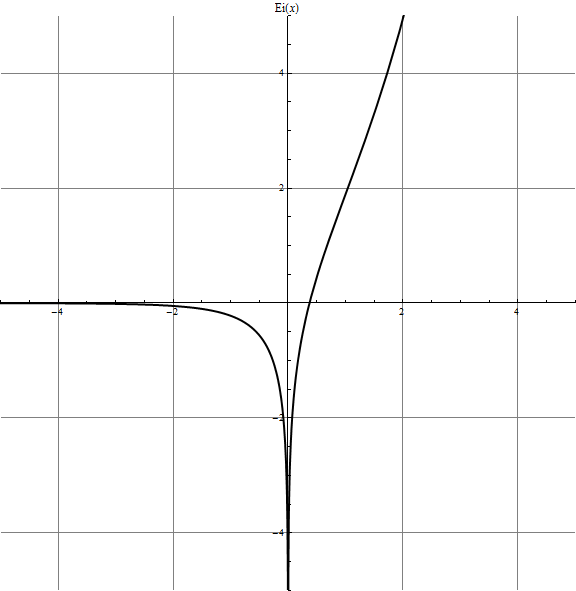
Gràfica de l'exponencial integral de
(funció)

En l'àmbit de les matemàtiques, l'exponencial integral és una funció especial definida en el pla complex i identificada amb el símbol {\displaystyle Ei}.
La funció exponencial integral, {\displaystyle Ei(x)}, es defineix per:
{\displaystyle {\mbox{Ei}}(x)=-\int _{-x}^{\infty }{\frac {{\rm {e}}^{-t}}{t}}\,\mathrm {d} t\,=\int _{-\infty }^{x}{\frac {{\rm {e}}^{t}}{t}}\,\mathrm {d} t.}
Com la integral de {\displaystyle 1/t} divergeix en 0, aquesta definició ha de ser entesa en termes del valor principal de Cauchy.
{\displaystyle {\mbox{Ei}}(x)=\lim _{\delta \to 0}\left[\int _{-\infty }^{\delta }{\frac {e^{t}}{t}}\mathrm {d} t+\int _{\delta }^{x}{\frac {e^{t}}{t}}\mathrm {d} t\right]}
L'algorisme de Risch mostra que no és una funció elemental.
La funció exponencial integral es pot desenvolupar en la sèrie:
{\displaystyle {\mbox{Ei}}(x)=\gamma +\ln x+\sum _{k=1}^{\infty }{\frac {x^{k}}{k\;k!}}} (on γ és la constant d'Euler-Mascheroni).
Està connectada a una altra funció definida per:
{\displaystyle {\rm {E}}_{1}(x)=\int _{x}^{\infty }{\frac {{\rm {e}}^{-t}}{t}}\,\mathrm {d} t=-\int _{-\infty }^{-x}{\frac {{\rm {e}}^{t}}{t}}\,\mathrm {d} t.}
Aquesta funció amplia l'exponencial integral als reals negatius donada la identitat:
{\displaystyle {\rm {Ei}}(-x)=-{\rm {E}}_{1}(x).}
Les dues funcions s'expressen en funció de la funció entera definida per:
{\displaystyle {\rm {Ein}}(x)=\int _{0}^{x}(1-{\rm {e}}^{-t})\,{\frac {\mathrm {d} t}{t}}=\sum _{k=1}^{\infty }{\frac {(-1)^{k+1}x^{k}}{k\;k!}}.}
i es pot escriure
{\displaystyle {\rm {E}}_{1}(x)=-\gamma -\ln x+{\rm {Ein}}(x)}
o
{\displaystyle {\rm {Ei}}(-x)=\gamma +\ln x-{\rm {Ein}}(x).}

## Definicions

Gràfica de la funció (a dalt) i de la funció (a baix)

Per a valors reals de {\displaystyle x}, la funció exponencial integral, {\displaystyle Ei(x)}, es defineix com
{\displaystyle {\mbox{Ei}}(x)=\int _{-\infty }^{x}{\frac {e^{t}}{t}}\,\mathrm {d} t.\,}
Aquesta definició pot ser utilitzada per a valors positius de {\displaystyle x}, però a causa de la singularitat de l'integrant en zero, la integral ha de ser interpretada en terme del valor principal de Cauchy. Per a valors complexos de l'argument, aquesta definició és ambigua a causa dels punts de ramificació en {\displaystyle 0} i en {\displaystyle \infty }. En general, es realitza un tall en l'eix real negatiu i {\displaystyle Ei} pot ser definida mitjançant una continuació analítica a la resta del pla complex.
S'utilitza la següent notació,
{\displaystyle \mathrm {E} _{1}(z)=\int _{z}^{\infty }{\frac {e^{-t}}{t}}\,\mathrm {d} t,\qquad |{\rm {Arg}}(z)|<\pi }
Per a valors positius de la part real de {\displaystyle z}, això es pot expressar com
{\displaystyle \mathrm {E} _{1}(z)=\int _{1}^{\infty }{\frac {e^{-tz}}{t}}\,\mathrm {d} t,\qquad \Re (z)\geq 0.}
El comportament de {\displaystyle \mathrm {E_{1}} } prop de la branca tallada pot ser analitzat mitjançant la següent relació:
{\displaystyle \lim _{\delta \to 0\pm }\mathrm {E_{1}} (-x+i\delta )=-\mathrm {Ei} (x)\mp i\pi ,\qquad x>0,}

## Propietats
Les propietats de l'exponencial integral mostrades, a vegades, permeten sortejar l'avaluació explícita de la funció a partir de la definició donada a dalt.

### Sèries convergents
Després d'integrar la sèrie de Taylor de {\displaystyle e^{-t}/t}, i extreure la singularitat logarítmica, es pot obtenir la següent representació en forma de sèrie de {\displaystyle \mathrm {E_{1}} (x)} per a {\displaystyle x} real:
{\displaystyle \mathrm {Ei} (x)=\gamma +\ln x+\sum _{k=1}^{\infty }{\frac {x^{k}}{k\;k!}}\qquad x>0}
Per arguments complexos fora de l'eix real, aquesta sèrie es generalitza en
{\displaystyle \mathrm {E_{1}} (z)=-\gamma -\ln z+\sum _{k=1}^{\infty }{\frac {(-1)^{k+1}z^{k}}{k\;k!}}\qquad (|\mathrm {Arg} (z)|<\pi )} (on {\displaystyle \gamma } és la constant d'Euler-Mascheroni).
La suma convergeix per a tot {\displaystyle z} complex, i prenem el valor usual del logaritme complex amb el tall de branca al llarg de l'eix real negatiu. Aquesta fórmula es pot utilitzar per calcular {\displaystyle E_{1}(x)} amb operacions de punt flotant per a {\displaystyle x} real entre 0 i 2,5. Per {\displaystyle x>2.5}, el resultat és inexacte i pot causar una cancel·lació numérica.
Ramanujan va trobar una sèrie convergent més ràpida:
{\displaystyle {\rm {Ei}}(x)=\gamma +\ln x+\exp {(x/2)}\sum _{n=1}^{\infty }{\frac {(-1)^{n-1}x^{n}}{n!\,2^{n-1}}}\sum _{k=0}^{\lfloor (n-1)/2\rfloor }{\frac {1}{2k+1}}}

### Sèries asimptòtiques (divergents)

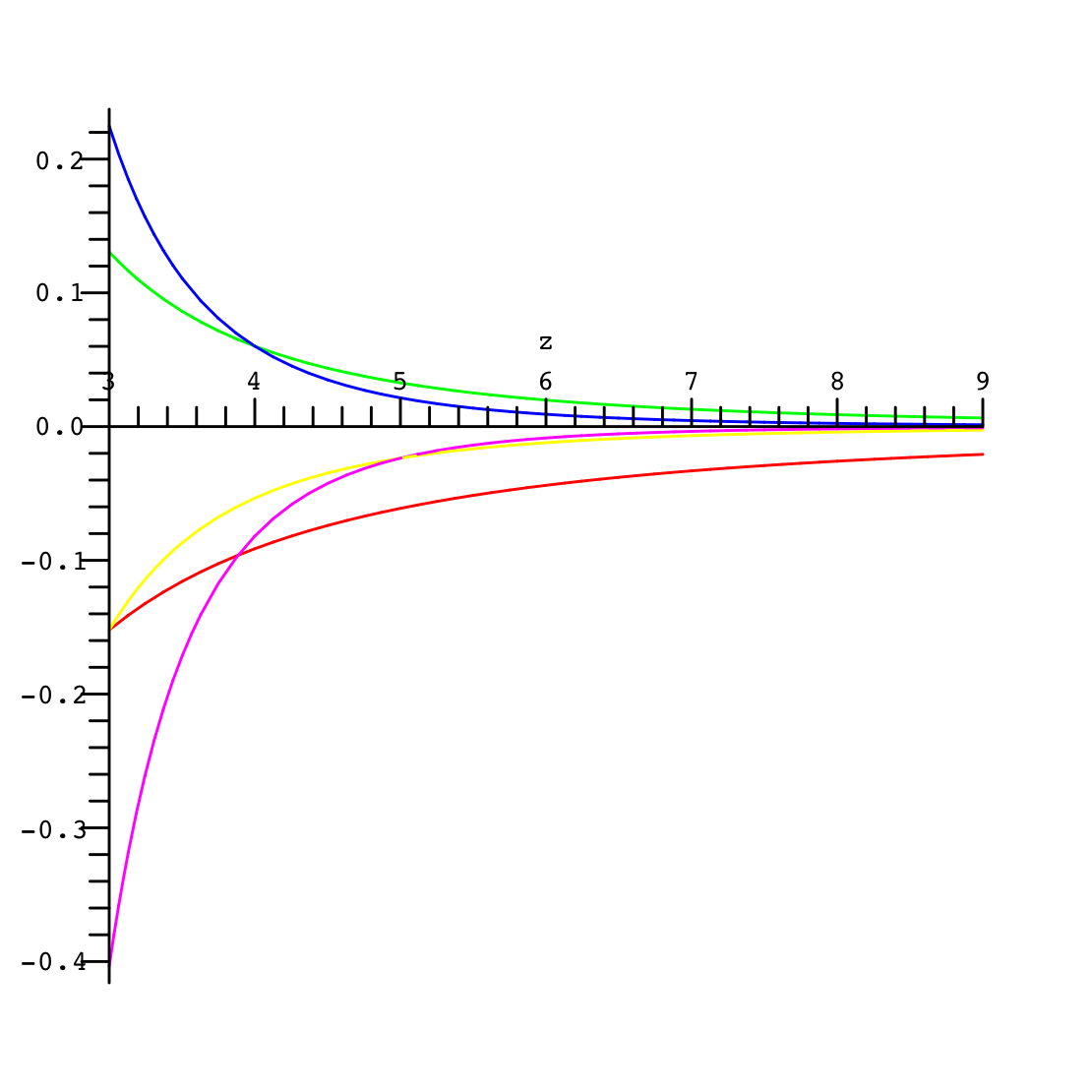
Error relatiu de l'aproximació asimptòtica per a diferents valors del nombre en funció de la suma parcial : (vermell), (verd), (groc), (blau) i (rosa)

Per desgràcia, la convergència de les sèries mostrades a dalt és molt lenta per arguments amb gran mòdul. Per exemple, per {\displaystyle x=10}, es necessiten més de 40 termes per obtenir una resposta correcta amb 3 xifres significatives. No obstant això, hi ha una sèrie asimptòtica divergent que pot ser obtinguda a partir de la integració per parts de {\displaystyle ze^{z}\mathrm {E_{1}} (z)}:
{\displaystyle \mathrm {E_{1}} (z)={\frac {\exp(-z)}{z}}\sum _{n=0}^{N-1}{\frac {n!}{(-z)^{n}}}}
on l'error és de l'ordre {\displaystyle O(N!z^{-N})} i és vàlid per a grans valors de {\displaystyle \mathrm {Re} (z)}.
L'error relatiu de la sèrie asimptòtica es mostra a la gràfica de la dreta per a diversos valors de {\displaystyle N} ({\displaystyle N=1} en vermell, {\displaystyle N=5} en rosa).

### Comportament exponencial i logarítmic: Acotaments

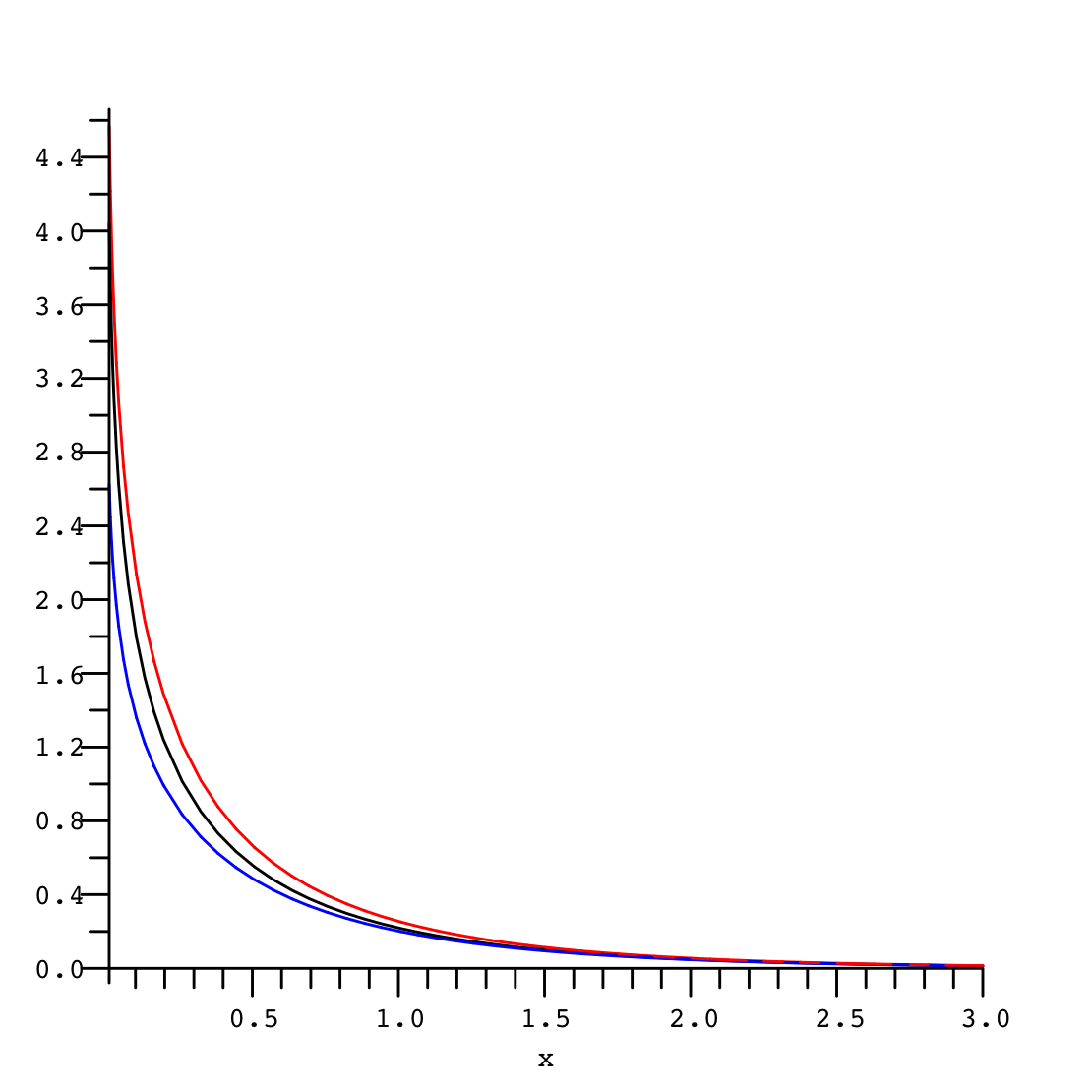
Acotament de per funcions elementals

De les sèries donades a dalt, es dedueix que {\displaystyle \mathrm {E_{1}} }es comporta com una exponencial negativa per a grans valors de l'argument i com un logaritme per a petits valors del mateix. Per a valors reals positius de l'argument, {\displaystyle \mathrm {E_{1}} } queda acotada superior i inferiorment per les funcions elementals:
No s'ha pogut entendre (MathML amb SVG o PNG alternatiu (recomanat per a navegadors moderns i eines d'accessibilitat): Resposta invàlida («Math extension cannot connect to Restbase.») del servidor «http://localhost:6011/ca.wikipedia.org/v1/»:): {\displaystyle  \frac{1}{2}e^{-x}\,\ln\!\left(1+\frac{2}{x} \right) < \mathrm{E_1}(x) < e^{-x}\,\ln\!\left(1+\frac{1}{x} \right) \qquad x>0 }

La part esquerra de la desigualtat es mostra a la gràfica de la dreta en blau, la part central, que és {\displaystyle \mathrm {E_{1}} (x)}, és la corba negra i la part de la dreta és la corba vermella.

### Definició mitjançantEin{\displaystyle \mathrm {Ein} }
Les funcions {\displaystyle \mathrm {Ei} } i {\displaystyle \mathrm {E_{1}} } poden ser escrites de forma més simple mitjançant la funció entera {\displaystyle \mathrm {Ein} }, definida com:
{\displaystyle \mathrm {Ein} (z)=\int _{0}^{z}(1-e^{-t})\,{\frac {\mathrm {d} t}{t}}=\sum _{k=1}^{\infty }{\frac {(-1)^{k+1}z^{k}}{k\;k!}}}
(cal notar que aquesta és la sèrie alternada que apareixia en la definició de {\displaystyle \mathrm {E_{1}} }. Se segueix immediatament que:
{\displaystyle \mathrm {E_{1}} (z)\,=\,-\gamma -\ln z+{\rm {Ein}}(z)\qquad |\mathrm {Arg} (z)|<\pi }
{\displaystyle \mathrm {Ei} (x)\,=\,\gamma +\ln x-\mathrm {Ein} (-x)\qquad x>0}

## Relació amb altres funcions
La integral exponencial està estretament relacionada amb la funció logaritme integral, definida com:
{\displaystyle {\mbox{li}}(x):={\mbox{Ei}}(\ln(x))}
per a tot {\displaystyle x} real positiu més gran d'{\displaystyle 1}.

L'equació de Kummer
{\displaystyle z{\frac {d^{2}w}{dz^{2}}}+(b-z){\frac {dw}{dz}}-aw=0}
en general es resol mitjançant les funcions hipergeomètriques confluents {\displaystyle M(a,b,z)} i {\displaystyle U(a,b,z).} Però quan {\displaystyle a=0} i {\displaystyle b=1,} llavors
{\displaystyle z{\frac {d^{2}w}{dz^{2}}}+(1-z){\frac {dw}{dz}}=0}
tenim
{\displaystyle M(0,1,z)=U(0,1,z)=1}
per a tot {\displaystyle z}. Una segona solució ve donada llavors per {\displaystyle E_{1}(-z)}. De fet,
{\displaystyle E_{1}(-z)=-\gamma -i\pi +{\frac {\partial [U(a,1,z)-M(a,1,z)]}{\partial a}},\qquad 0<{\rm {Arg}}(z)<2\pi }
amb la derivada avaluada en {\displaystyle a=0.} Una altra relació amb les funcions hipergeométriques confluents és que {\displaystyle E_{1}} és una funció de temps exponencial {\displaystyle U(1,1,z)}:
{\displaystyle E_{1}(z)=e^{-z}U(1,1,z)}
L'exponencial integral també pot ser generalitzada a
{\displaystyle E_{n}(x)=\int _{1}^{\infty }{\frac {e^{-xt}}{t^{n}}}\,dt,}
que es pot escriure com un cas especial de la funció gamma incompleta:
{\displaystyle E_{n}(x)=x^{n-1}\Gamma (1-n,x).}
Per obtenir més informació sobre les propietats d'aquesta funció, consulteu l'article més extens sobre la funció gamma incompleta. La forma generalitzada a vegades es diu la funció Misra {\displaystyle \varphi _{m}(x)}, definida com:
{\displaystyle \varphi _{m}(x)=E_{-m}(x).}
Incloent un logaritme es defineix la funció integral exponencial generalitzada
{\displaystyle E_{s}^{j}(z)={\frac {1}{\Gamma (j+1)}}\int _{1}^{\infty }(\log t)^{j}{\frac {e^{-zt}}{t^{s}}}\,dt}.
La integral indefinida:
{\displaystyle \mathrm {Ei} (a\cdot b)=\iint e^{ab}\,da\,db}
és similar en forma a la funció generatriu ordinària per {\displaystyle d(n)}, el nombre de divisors de {\displaystyle n}:
{\displaystyle \sum \limits _{n=1}^{\infty }d(n)x^{n}=\sum \limits _{a=1}^{\infty }\sum \limits _{b=1}^{\infty }x^{ab}}

## Derivades
Les derivades de les funcions {\displaystyle \mathrm {E_{n}} } es poden obtenir mitjançant l'ús de la fórmula
{\displaystyle \mathrm {E_{n}} '(z)=-\mathrm {E_{n-1}} (z)\qquad (n=1,2,3,\ldots )}
Vegeu que la funció {\displaystyle \mathrm {E_{0}} } és senzilla d'avaluar (donant un terme inicial a la relació recursiva), ja que és {\displaystyle e^{-z}/z}.

## Exponencial integral d'un argument imaginari

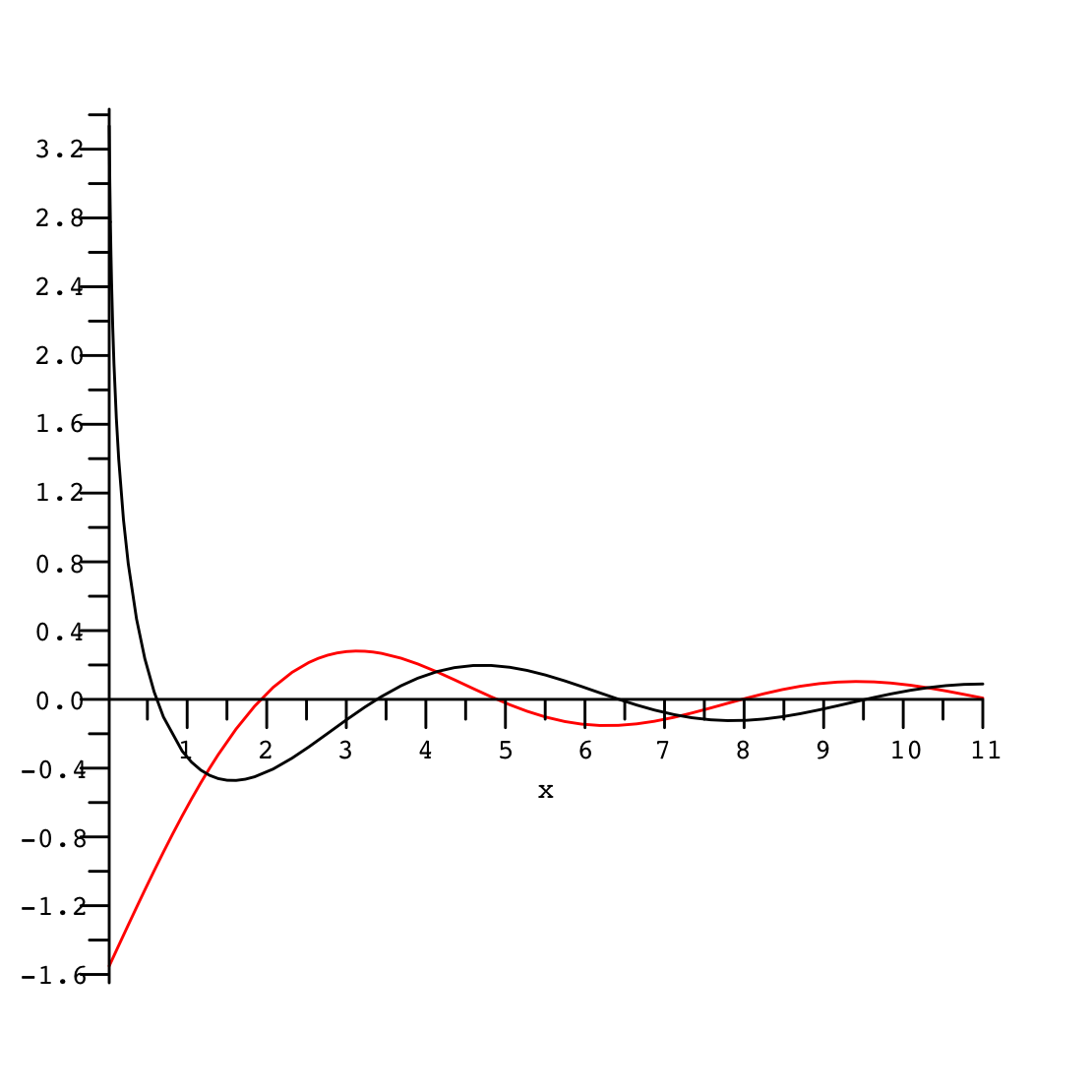
respecte a ; part real en negre, part imaginària en vermell

Si {\displaystyle z} és imaginari i la funció té una part real no nul·la, podem fer servir la fórmula
{\displaystyle \mathrm {E_{1}} (z)=\int _{1}^{\infty }{\frac {e^{-tz}}{t}}\,\mathrm {d} t}
per obtenir una relació de l'exponencial integral amb les integrals trigonomètriques {\displaystyle \mathrm {Si} } i {\displaystyle \mathrm {Ci} }:
{\displaystyle \mathrm {E_{1}} (ix)=i\left(-{\frac {\pi }{2}}+\mathrm {Si} (x)\right)-\mathrm {Ci} (x)\qquad (x>0)}
Les parts real i imaginària de {\displaystyle \mathrm {E_{1}} (x)} estan dibuixades en la gràfica de la dreta, en negre i vermell respectivament.

## Aproximacions
Hi ha un nombre d'aproximacions per a la funció exponencial integral. Aquestes inclouen:

### Aproximació de Swamee i Ohija
{\displaystyle E_{1}(x)=(A^{-7.7}+B)^{-0.13}},
on {\displaystyle A=\ln {\bigg [}{\bigg (}{\frac {0.56146}{x}}+0.65{\bigg )}(1+x){\bigg ]}}, i {\displaystyle B=x^{4}e^{7.7x}(2+x)^{3.7}}

### Aproximació d'Allen i Hastings
{\displaystyle E_{1}(x)={\begin{cases}\ln {x}+{\textbf {a}}^{T}{\textbf {x}}_{5},&x\leq 1\\{\frac {e^{-x}}{x}}{\frac {{\textbf {b}}^{T}{\textbf {x}}_{4}}{{\textbf {c}}^{T}{\textbf {x}}_{4}}},&x\geq 1\end{cases}}}
on {\displaystyle {\textbf {a}}\triangleq [-0.57722,0.99999,-0.24991,0.5519,-0.00976,0.00108]^{T}}, {\displaystyle {\textbf {b}}\triangleq [0.26777,8.63476,18.05902,8.57333]^{T}}, {\displaystyle {\textbf {c}}\triangleq [3.95850,21.09965,25.63296,9.57332]^{T}}, i {\displaystyle {\textbf {x}}_{k}\triangleq [x^{0},x^{1},\dots ,x^{k}]^{T}}.

### Expansió en fracció contínua
{\displaystyle E_{1}(x)={\cfrac {e^{-x}}{x+{\cfrac {1}{1+{\cfrac {1}{x+{\cfrac {2}{1+{\cfrac {2}{x+{\cfrac {3}{\dots }}}}}}}}}}}}.}

### Aproximació de Barry, Parlange i Lee
{\displaystyle E_{1}(x)={\frac {e^{-x}}{G+(1-G)e^{-x/(1-G)}}}\ln {\bigg [}1+{\frac {G}{x}}-{\frac {1-G}{(h+bx)^{2}}}{\bigg ]}}
on {\displaystyle h={\frac {1}{1+x{\sqrt {x}}}}+{\frac {h_{\infty }q}{1+q}}}, {\displaystyle q={\frac {20}{47}}x^{\sqrt {31/26}}}, {\displaystyle h_{\infty }={\frac {(1-G)(G^{2}-6G+12)}{3G(2-G)^{2}b}},} {\displaystyle b={\sqrt {\frac {2(1-G)}{G(2-G)}}},} {\displaystyle G=e^{-\gamma }},
on {\displaystyle \gamma } és la constant d'Euler–Mascheroni.

### Per a valors dex{\displaystyle x}entre 0 i 2,5
Sigui:
{\displaystyle \mathrm {E_{1}} (z)=-\gamma -\ln z+\sum _{k=1}^{\infty }{\frac {(-1)^{k+1}z^{k}}{k\;k!}}\qquad (|\mathrm {Arg} (z)|<\pi ).}
La suma convergeix per a tot {\displaystyle x} real positiu, però amb operacions de punt flotant, el resultat és incorrecte per {\displaystyle x>2,5}, a causa de la pèrdua de precisió en relació al restar el nombre d'ordres de diferents magnituds.

### Per valors dex{\displaystyle x}> 40
Existeix una sèrie divergent que permet d'apropar {\displaystyle E_{1}} per a valors grans de {\displaystyle Re(z)} obtinguts mitjançant la integració per parts, el que dona la següent expansió asimptòtica:
{\displaystyle \mathrm {E_{1}} (z)={\frac {\exp(-z)}{z}}\sum _{n=0}^{N-1}{\frac {n!}{(-z)^{n}}}+o\left({\frac {\exp(-z)}{z^{N}}}\right).}
Per tal de tenir una precisió de 64 bits (doble precisió), s'utilitza el valor {\displaystyle N=40}.

## Aplicacions
- Transmissió de calor amb dependència temporal.
- Flux d'aigües subterrànies fora de l'equilibri en la solució de Theis.
- Transferència radiativa en atmosferes estel·lars.
- Equació de difusivitat radial per a fluxos transitoris o de flux no estacionari entre fonts i embornals amb forma de línia recta.
- Solucions a l'equació del transport de neutrons en geometries simplificades 1-D.[13]